# Horacio Cánepa Torre
Jorge Horacio Cánepa Torre (Lima, 23 de diciembre de 1963) es un abogado y político peruano. Fue diputado entre 1990 y 1992, por el Partido Popular Cristiano. 

## Biografía
Nació en Lima, aunque de familia radicada en Huánuco, el 23 de diciembre de 1963. Es sobrino de Luisa María Cuculiza y de Mirko Cuculiza Torre.
Es abogado por la Pontificia Universidad Católica del Perú. Su tesis de bachiller en Derecho sobre "El saneamiento por vicios ocultos en la contratación civil y estatal", fue aprobada con la mención de sobresaliente. Estudió Maestría en Derecho Constitucional por la Pontificia Universidad Católica del Perú. Tiene estudios de Maestría en Seguridad y Defensa Nacional en el Centro de Altos Estudios Nacionales (CAEN). Tiene un Master en Derecho de la Contratación Pública por la Universidad de Castilla-La Mancha. Realizó estudios sobre Derecho Administrativo en la Universidad de Salamanca; sobre Negociación en la Universidad de Harvard; y sobre Management for Lawyers en la Universidad de Yale. Estudió Arbitraje Comercial Internacional en American University en Washington College of Law, en Estados Unidos.
Fundó el Estudio Horacio Cánepa Abogados en 1992. Se especializó en procesos civiles, comerciales y arbitrales, contratación pública.
Es también aficionado al automovilismo. Ha participado en competencias de Rally en el campeonato nacional. En 2013 ganó el Rally Caminos del Inca en la categoría N2. Su último palmarés es subcampeón nacional de 2023 en la Categoría R5 FIA.[cita requerida]

## Carrera política
En 1984 ingresó al Partido Popular Cristiano (PPC).

### Diputado
En 1990 integraba el Frente Democrático, que era una alianza electoral entre el Partido Popular Cristiano de Luis Bedoya Reyes, Acción Popular de Fernando Belaúnde Terry y el Movimiento Libertad de Mario Vargas Llosa. En ese mismo año fue elegido como diputado de la República por Huánuco para el periodo parlamentario 1990-1995.
Fue miembro de la Juntas Preparatorias de la Cámara de Diputados por ser el diputado más joven en 1990 y en 1991 fue elegido presidente de la Comisión de Justicia y Derechos Humanos de la Cámara de Diputados.
El 5 de abril de 1992, su cargo fue disuelto debido al golpe de Estado decretado por el expresidente Alberto Fujimori.

### Caso “Huanucazo”
En 1995 estuvo involucrado en el “huanucazo”, el escándalo de las firmas falsas para favorecer en su reelección a Alberto Fujimori y a la candidatura congresal de Víctor Joy Way. Por ese motivo, huyó a los Estados Unidos. En EE. UU. la Corte de Inmigración le concedió asilo político por medio del juez Chapa. En Miami abrió un restaurante. La Corte Suprema del Perú en 1998 lo absolvió del caso de las firmas falsas y regresó al Perú en 1999.
Fue asesor del Ministerio de la Presidencia, del Ministerio de Agricultura y de la Municipalidad de Jesús María. Se reincorporó al PPC y se convirtió en el hombre de confianza de Lourdes Flores, lideresa de dicho partido. En el 2003 fue elegido Secretario Nacional de Relaciones Internacionales del PPC, antes había ocupado este cargo entre 1991 y 1995. El cargo de Secretario Nacional de Relaciones Internacionales estuvo desde el 2003 hasta el 2011. A nivel internacional fue elegido en el año 2008 como Vicepresidente de la Unión de Partidos Políticos Latinoamericanos UPLA

## Caso Odebrecht
En el 2017, el diario El País de España, reveló la existencia de cuentas en la Banca Privada d'Andorra (BPA), que habrían sido usadas por la constructora Odebrecht para el pago de coimas, utilizando la fachada de empresas ofshore. Una de las cuentas estaba vinculada a Horacio Cánepa, del que inicialmente se dijo que habría recibido US$ 435.000 de Odebrecht, pero luego se comprobó que en realidad fueron US$ 1.442.000.
El Equipo Especial de Fiscales del Caso Lava Jato inició la investigación contra Cánepa, que en su calidad de árbitro había dado 17 laudos a favor de la constructora Odebrecht. La tesis de la fiscalía era que esos laudos los dio a cambio del pago de coimas, pero los tribunales arbitrales participaban tres árbitros, no solo lo integraba Canepa. Su caso fue el punto de partida para que la fiscalía empiece también a investigar a otros árbitros que habrían favorecido igualmente a Odebrecht en perjuicio del Estado.
Días después de que se conociera que había emitido 17 laudos arbitrales en favor de la empresa brasileña, Cánepa se convirtió en uno de los principales colaboradores eficaces de la fiscalía. tramitó algunos anticipos de herencia a su hijo en el 2017.
Cánepa quiso negociar con la fiscalía y convertirse en colaborador eficaz, delatando el manejo de los otros árbitros; sin embargo, la fiscalía consideró que ese tipo de delación solo calificaba para una confesión sincera. Para postular a la colaboración eficaz debía revelar sobre quienes estuvieran en un nivel por encima de él. Los casos ante la fiscalía se encuentran en investigación donde Canepa es una pieza importante dentro de su colaboración eficaz sobre todo en los aportes a las campañas del PPC.
Fue entonces cuando Cánepa, se propuso hacer una delación más prominente: y se convirtió en uno de los principales colaboradores de la fiscalía, de acuerdo a su versión, Lourdes Flores, como lideresa del Partido Popular Cristiano, pidió dinero a la constructora Odebrecht para financiar sus campañas electorales, pedido que le fue concedido. Primero habría sido para la campaña presidencial del 2006, en la que recibió un monto de 500 mil dólares; luego en la campaña del 2010 para la alcaldía de Lima, en la que recibió 200 mil dólares. Todas estas afirmaciones de ingreso de dinero de la Constructora Odebrecht a favor del Partido Popular Cristiano han sido corroborados por los directivos en Brasil Jorge Henrique Simoes Barata y Raymundo Nonato Trindade Serra.
Horacio Canepa suscribió un acuerdo de colaboración eficaz con la firma de la Fiscal Provincial Diana Canchihuaman Castañeda a cargo del Equipo de Fiscales de los casos de Odebrecht y la Procuradora del caso Silvana Carrión Ordinola, esta colaboración eficaz es una de las más importantes del Equipo Lava Jato y tiene repercusiones en varios expediente de investigación que son los casos árbitros y el dinero recibido por el Partido Popular Cristiano y Lourdes Flores Nano tanto en las campañas presidencial del 2006, así como la de la Alcaldía de Lima del 2010,. Producto del acuerdo de colaboración eficaz, Horacio Canepa fue excluido de los casos y será testigo impropio cuando los casos lleguen a los juicios respectivos.

## Publicaciones
- El saneamiento por vicios ocultos en la contratación civil y estatal